# John Dee
John Dee (1527. július 13. – 1608 vagy 1609) híres angol matematikus, csillagász, asztrológus, geográfus, okkultista és I. Erzsébet királynő tanácsadója. Ezen kívül élete nagy részét az alkímiának, a jóslásnak és az angyalidézésnek szentelte.
Egyaránt kutatta a mágia és a tudomány világát, de meg tudta különböztetni a kettőt. Korának egyik legműveltebb embere volt. Lelkes kutatója volt a matematikának, és elismert csillagász, a navigálásban szerzett szaktudását többen hasznosították az angol felfedezők közül. Ő vezette be a Brit Birodalom kifejezést.

## Élete
Apja selyemárukereskedő volt és fiát Cambridge-be, a St John's College egyetemre küldte tanulni, hogy ott a „gentleman”-nek kijáró karrierre felkészítse. A bakkalaureátusi fokozatot 1546-ban, a magiszterit 1548-ban szerezte meg.
Majd az ifjú John az 1540-es évek végén és az 1550-es évek elején Nyugat-Európában utazott; Németalföldön tanult geográfiát, és neves térképészekkel és matematikusokkal is megismerkedett. 1548-ban szerzett egyetemi fokozatot, és a húszas éveiben Párizsban tartott előadásokat Eukleidészról. Nyugat-európai tartózkodása alatt került a szinkretikus filozófia és a neoplatonikus hermetizmus hatása alá, és kezdte kidolgozni sajátos matematikai filozófiáját.
Matematikai és csillagászati eszközök gyűjteményével visszatért Angliába. 
1552-53-ban személyesen találkozott az Angliába látogató itáliai Cardanoval, a híres mágus-természettudóssal, akinek a könyveit a későbbiekben gyűjtögette is rendszeresen.
Miután asztrológiával is foglalkozott, kapcsolatba került a királyi udvari körökkel, ahol politikai ügyekbe is bevonták. 
Tanácsadóként és asztrológusként volt ismert már I. Mária királynőnél is. Ez utóbbi tevékenysége miatt 1555-ben bebörtönözték, azzal a váddal, hogy varázslóként kísérletet tett a királynő megölésére, de hamarosan szabadon engedték.
I. Erzsébet trónra léptekor (1558) már olyan híres volt, hogy felkérték a koronázás megfelelő időpontjának meghatározására.

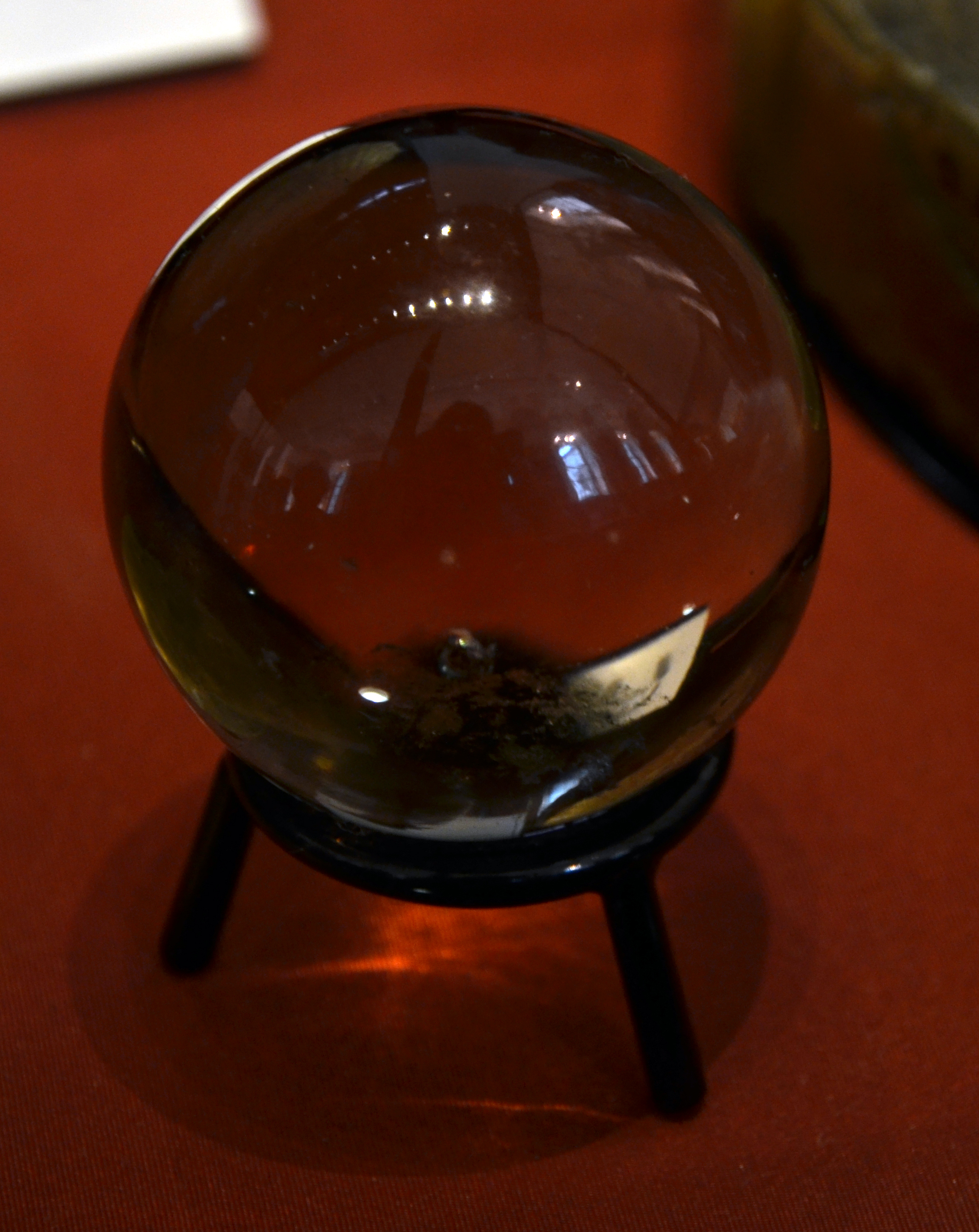
John Dee kristálygömbje, British Museum

Magas képzettsége lehetővé tette, hogy tevékenyen részt vegyen Erzsébet királynő politikájának alakításában. Alkalmi tanácsadóként és oktatóként szolgálta, és kapcsolatokat ápolt minisztereivel, Francis Walsinghammel és William Cecillel. Tanítványa és támogatója volt még továbbá Sir Philip Sidney, annak nagybátyja Robert Dudley és Edward Dyer. Sir Christopher Hattont szintén patrónusának mondhatta.
1558-ban megjelentette csillagászati művét, a Propaedeumata Aphoristica-t, amely ismertette a természetfilozófiáról és az asztrológiáról alkotott nézeteit is.
Közben az 1550-es évek végétől tudományos érdeklődése átalakult: a korábban a klasszikus matematikáért, asztronómiáért és a hagyományos asztrológiáért lelkesedő tudós egyre inkább a hermetikus okkultizmust vette be vizsgálódásaiba. Ennek fő részei nála a késő hellén hermetikus filozófia, az ezoterikus alkímia és a héber kabbala.
Létrehozta Anglia legnagyobb magánkönyvtárát, amely állítólag több mint négyezer könyvet és kéziratot tartalmazott, melyek a házában négy vagy öt szobát töltöttek meg. Könyvtára Európában is a legtekintélyesebbek közt volt. A műveket hozzáférhetővé tette korának tudósai számára. Fiatal értelmiségieket maga köré gyűjtve, London közeli házában egyfajta „magánakadémiát” hozott létre.
1582-ben azt javasolta, hogy Anglia is fogadja el a Gergely naptárat, de abban az időben az anglikán egyház nem volt hajlandó elfogadni egy ilyen újítást.
1582-ben találkozott az okkultista Edward Kelley-vel (1555 – 1597/8), aki nagy hatással volt rá képességeivel. Kelley olyan kitűnő médiummá vált, hogy nemsokára a családjával együtt a házába fogadta és a szeánszok mindennapossá váltak. Ezután az idejének zömét a természetfölötti megismerésének szentelte.
Mélyen belemerült az énóki mágiába; élete utolsó harminc évében azon fáradozott, hogy kapcsolatba tudjon lépni angyalokkal, és elsajátítván a teremtés egyetemes nyelvét megvalósulhasson az emberiség apokalipszis előtti egysége. Az angyalidézéseknek a rabjává vált; kézirataiban rögzítette ezeket a beszélgetéseket. Mint írja, a célja mindig az volt, hogy eljusson a láthatóktól a láthatatlanig, a testtel bíróktól a szellemiekig, az időben és átmenetileg létezőktől a végtelenen való meditálásig. Meggyőződése szerint ennek eredményeképpen eljutott az Ádám előtti ősnyelv, a természet alapnyelve birtokába, amelyet a mágikus hagyomány szerint Énók foglalt össze az emberiség számára, de amely az özönvízzel együtt elveszett.
Csakúgy mint legtöbb kortársának (pl.: Nicolas Flamel), reneszánsz kori újplatonista gondolkodóként Dee-nek sem volt ellentmondásos a két terület, a tudomány és az okkultizmus, szilárd világnézetük része volt mindkettő. Tevékenységét ugyanazon küldetés különböző aspektusainak, a látható világ mögött rejlő isteni ideák, a "tiszta igazságok" transzcendens megértésének tekintette.
Élete végén nagy szegénységben élt és kénytelen volt kiárusítani különböző dolgokat, hogy eltartsa magát és lányát, aki a gondját viselte.

### Közép-Európában
Csehország és Lengyelország mellett Magyarországon is többször járt. Először 1563-ban Pozsonyban, Miksa koronázásán,
mint erről a Monas Hieroglyphica előszavában beszámol, majd valamikor 1584-85 táján, ahogy a spiritiszta-féle naplóban maga elé idéz egy róla szóló híradást. Egyes magyar humanisták is említették futólag az itteni utazásait. Például Dudith András beszámol Dee angyalidézéseiről és matematikai tevékenységéről is.
Magyarországi tevékenységének vagy a magyar szellemi életre gyakorolt hatásának azonban nem maradt értékelhető nyoma. Míg Csehországban és Felvidéken a német és cseh származású értelmiségiek könyvtáraiban fennmaradtak művei, s hivatkoznak rá 17. századi kelet-közép-európai traktátusokban, nálunk a legendák hamar elködösítették az alakját. Weszprémi István 1774-ben már arról beszél, hogy Dee „sokáig és nagyban űzte Magyarországon, sokak bámulatára a fémátváltoztatás tudományát.”

### Családja
Háromszor nősült és nyolc gyermeke született. Első két felesége meghalt, de ezekről a házasságairól szinte alig tudunk valamit. Harmadjára 1578-ban nősült, amikor 51 éves volt, a felesége ekkor 23.
Utolsó felesége több gyermekével együtt, Manchesterben 1605 körül bubópestisben halt meg. Ezen tragikus eseményt követően Dee visszatért Londonba, ahol 1608-ban vagy 1609-ben bekövetkezett haláláig élt.
Gyermekei közül jópáran az ő halála előtt meghaltak; de Arthur és Rowland nevű fiai túlélték, akárcsak lánya, aki öregségében gondozta.
Arthur Dee (1579-1651), aki elkísérte apját Németországba, Lengyelországba és Csehországba tett utazásai során, már korán be lett vezetve az okkult tudományok rejtelmeibe. Ő orvos és alkimista lett. I. Jakab ajánlása alapján kinevezték a cári orvosok közé, és tizennégy évig Oroszországban maradt, I. Mihály orosz cárnak, majd I. Károly angol királynak az orvosa volt.

## Művei
- Monas Hieroglyphica, 1564
- Preface to Billingsley's Euclid (Billingsley's translation of Euclid's Elements), 1570
- Dee, John. General and Rare Memorials, Pertayning to the Perfect Art of Navigation: Annexed to the Paradoxal Cumpas in Playze (1577)
- De Heptarchia Mystica, (On the Mystical Rule of the Seven Planets), 1582–1583
- A True & Faithful Relation of what Passed for Many Yeers Between Dr. John Dee and Some Spirits. T Garthwait (1659). ISBN 978-5-88514-094-2
- Dee, John. Quinti Libri Mysteriorum. British Library, MS Sloane Collection 3188. Also available in a fair copy by Elias Ashmole, MS Sloane 3677
- Dee, John.szerk.: Joseph H. Peterson: John Dee's Five Books of Mystery: Original Sourcebook of Enochian Magic. Boston: Weiser Books (2003). ISBN 978-1-57863-178-0 from the collected works known as Mysteriorum libri quinque
- John Dee, The Mathematicall Praeface to the Elements of Geometrie of Euclid of Megara (1570). New York: Science History Publications (1975) ISBN 0-88202-020-X
- John Dee, John Dee on Astronomy: Propaedeumata Aphoristica (1558 & 1568) edited by Wayne Shumaker, Berkeley: University of California Press ISBN 0-520-03376-0
- John Dee, Autobiographical tracts of John Dee, Warden of the College of Manchester, ed. James Crossley. Chetham Society Publications, Vol XXIV. Manchester, 1851
- John Dee, Diary for the years 1595–1601, ed. John E. Bailey. Privately printed, 1880
- Dee, John.szerk.: J.O. Halliwell: The Private Diary of Dr John Dee. Camden Society (1842)